# Atletiek op de Olympische Zomerspelen 2016 – Polsstokhoogspringen mannen
Het polsstokhoogspringen voor de mannen op de Olympische Zomerspelen 2016 vond plaats van zaterdag 13 augustus tot en met maandag 15 augustus 2016. Regerend olympisch kampioen was Renaud Lavillenie uit Frankrijk, die zijn titel in Rio de Janeiro verdedigde, maar tweede werd. De wedstrijd bestond uit een kwalificatieronde, waar atleten in drie pogingen bij drie verschillende hoogtes bij de beste twaalf deelnemers moesten komen om een plaats in de finale af te dwingen. De kwalificatie-eis was een hoogte van 5,75 meter; dat werd niet gehaald, waardoor de twaalf beste atleten werden geselecteerd. In de finale kreeg iedere polsstokhoogspringer opnieuw drie pogingen per hoogte. De Braziliaan Thiago Braz da Silva won het goud met een hoogte van 6,03 meter, vijf centimeter hoger dan de Franse titelverdediger en zowel een olympisch als een Zuid-Amerikaans record.
Een x in onderstaand overzicht duidt op een mislukte sprong, o betekent een geslaagde sprong; – staat in het overzicht wanneer een atleet een bepaalde hoogte oversloeg.

## Uitslagen

### Kwalificatieronde
| rang | g | naam                   | land             | 5,30 | 5,45 | 5,60 | 5,70 | br   |      |
| ---- | - | ---------------------- | ---------------- | ---- | ---- | ---- | ---- | ---- | ---- |
| 1    | A | Sam Kendricks          | Verenigde Staten | o    | o    | o    | o    | 5,70 | Q    |
| 2    | B | Konstadinos Filippidis | Griekenland      | o    | o    | xo   | o    | 5,70 | Q    |
| 3    | B | Thiago Braz da Silva   | Brazilië         | –    | xx   | o    | o    | 5,70 | Q    |
| 4    | A | Renaud Lavillenie      | Frankrijk        | –    | –    | –    | xo   | 5,70 | Q    |
| 4    | A | Xue Changrui           | China            | –    | o    | o    | xo   | 5,70 | Q    |
| 6    | A | Piotr Lisek            | Polen            | –    | o    | xo   | xo   | 5,70 | Q    |
| 7    | B | Shawnacy Barber        | Canada           | –    | xxo  | o    | xo   | 5,70 | Q    |
| 7    | A | Germán Chiaraviglio    | Argentinië       | o    | o    | xxo  | xo   | 5,70 | Q SB |
| 7    | A | Jan Kudlička           | Tsjechië         | o    | o    | xxo  | xo   | 5,70 | Q    |
| 10   | B | Michal Balner          | Tsjechië         | o    | o    | o    | xxx  | 5,60 | Q    |
| 10   | A | Pauls Pujāts           | Letland          | o    | o    | o    | xxx  | 5,60 | Q    |
| 10   | A | Daichi Sawano          | Japan            | o    | o    | o    | xxx  | 5,60 | Q    |
| 13   | A | Robert Sobera          | Polen            | o    | x    | o    | xxx  | 5,60 |      |
| 14   | B | Yao Jie                | China            | –    | xo   | xo   | xxx  | 5,60 |      |
| 15   | A | Kurtis Marschall       | Australië        | o    | o    | xxo  | xxx  | 5,60 |      |
| 16   | B | Mareks Ārents          | Letland          | o    | o    | xxx  |      | 5,45 |      |
| 16   | B | Huang Bokai            | China            | o    | o    | xxx  | 5,45 |      |      |
| 16   | B | Stanley Joseph         | Frankrijk        | o    | o    | xxx  | 5,45 |      |      |
| 16   | B | Kévin Menaldo          | Frankrijk        | –    | o    | x    | 5,45 |      |      |
| 16   | B | Paweł Wojciechowski    | Polen            | o    | o    | xxx  | 5,45 |      |      |
| 21   | A | Hiroki Ogita           | Japan            | xo   | o    | xxx  | 5,45 |      |      |
| 22   | A | Luke Cutts             | Groot-Brittannië | o    | xo   | xxx  | 5,45 |      |      |
| 22   | A | Augusto de Oliveira    | Brazilië         | o    | xo   | xxx  | 5,45 |      |      |
| 22   | B | Robert Renner          | Slovenië         | o    | xo   | xxx  | 5,45 |      |      |
| 25   | A | Tobias Scherbarth      | Duitsland        | xo   | xo   | xxx  | 5,45 |      |      |
| 26   | A | Raphael Holzdeppe      | Duitsland        | –    | xxo  | xxx  | 5,45 |      |      |
| 27   | B | Ivan Horvat            | Kroatië          | o    | xxx  |      |      | 5,30 |      |
| 28   | B | Logan Cunningham       | Verenigde Staten | xxo  | xxx  | 5,30 |      |      |      |
| 28   | B | Karsten Dilla          | Duitsland        | xxo  | xxx  | 5,30 |      |      |      |
| 28   | B | Cale Simmons           | Verenigde Staten | xxo  | xxx  | 5,30 |      |      |      |
| 31   | B | Seito Yamamoto         | Japan            | –    | xxx  | 0,00 |      |      |      |
| —    | A | Melker Svärd Jacobsson | Zweden           | DNS  | DNS  | DNS  | DNS  | DNS  | DNS  |

### Finale
| rang   | naam                   | land             | 5,50 | 5,65 | 5,75 | 5,85 | 5,93 | 5,98 | 6,03 | 6,08 | br   |        |
| ------ | ---------------------- | ---------------- | ---- | ---- | ---- | ---- | ---- | ---- | ---- | ---- | ---- | ------ |
| Goud   | Thiago Braz da Silva   | Brazilië         | –    | o    | xo   | o    | xo   | –    | xo   |      | 6,03 | OR, AR |
| Zilver | Renaud Lavillenie      | Frankrijk        | –    | –    | o    | o    | o    | o    | xx–  | x    | 5,98 |        |
| Brons  | Sam Kendricks          | Verenigde Staten | o    | xo   | x–   | o    | xxx  |      |      |      | 5,85 |        |
| 4      | Jan Kudlička           | Tsjechië         | o    | o    | o    | x–   | xx   |      |      |      | 5,75 |        |
| 4      | Piotr Lisek            | Polen            | o    | o    | o    | x–   | xx   |      |      |      | 5,75 |        |
| 6      | Xue Changrui           | China            | xxo  | xxo  | xx–  | x    |      |      |      |      | 5,65 |        |
| 7      | Michal Balner          | Tsjechië         | o    | xxx  |      |      |      |      |      |      | 5,50 |        |
| 7      | Konstadinos Filippidis | Griekenland      | o    | xxx  |      |      |      |      |      |      | 5,50 |        |
| 7      | Daichi Sawano          | Japan            | o    | xxx  |      |      |      |      |      |      | 5,50 |        |
| 10     | Shawnacy Barber        | Canada           | xo   | xxxx |      |      |      |      |      |      | 5,50 |        |
| 11     | Germán Chiaraviglio    | Argentinië       | xxo  | xxxx |      |      |      |      |      |      | 5,50 |        |
| 12     | Pauls Pujāts           | Letland          | xxx  |      |      |      |      |      |      |      | 0,00 |        |